# Basilica di San Domenico (Siena)

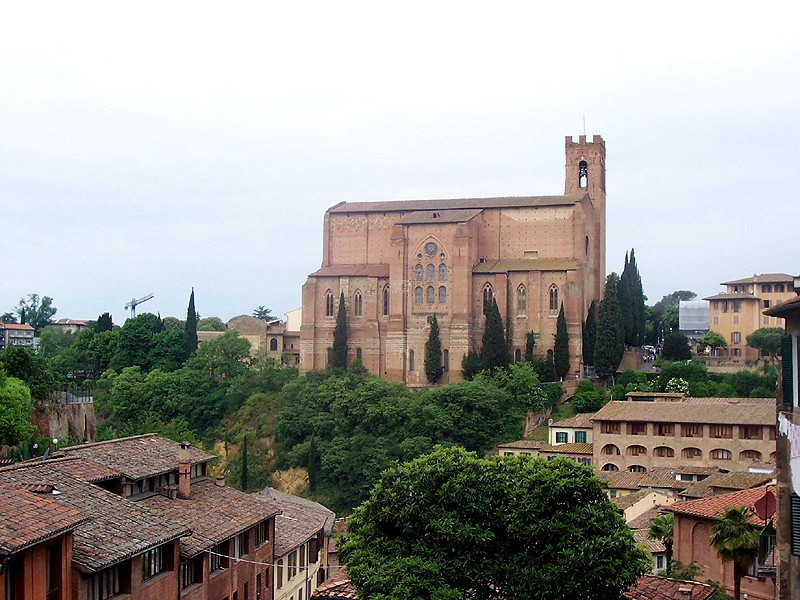
L'abside della basilica

La basilica cateriniana di San Domenico è una delle più importanti chiese di Siena e si trova tra il piazzale di San Domenico e via della Sapienza. Eretta nel XIII secolo, fu ingrandita nel secolo successivo. Contiene la testa-reliquia di santa Caterina da Siena, entro una splendida cappella rinascimentale costruita per l'occasione e affrescata dal Sodoma e altri. La chiesa viene anche chiamata basilica cateriniana per il legame con la santa senese e alcuni episodi della sua vita. È monumento nazionale italiano.

## Storia
I domenicani arrivarono a Siena nel 1220, un anno prima della morte del loro fondatore Domenico di Guzmán. Nel 1225 ricevettero un terreno in donazione da Fortebraccio Malavolti. La chiesa fu quindi innalzata nel 1226-1265, ma nel corso del Trecento il complesso fu ampliato nelle forme gotiche che vediamo ancora oggi. Fu costruita a più riprese e terminata nel 1465; subì incendi (1443, 1456 e 1531; dopo quest'ultimo fu restaurata da Domenico Cinquini), occupazioni militari (1548-1552) e terremoti (1798). Nel corso del Seicento e Settecento il complesso subì numerosi rimaneggiamenti barocchi, con l'aggiunta e il rifacimento degli altari laterali.
Dopo il terremoto del 1798 il campanile, già malridotto, fu abbassato al livello odierno e fu dotato del coronamento merlato attuale. Per analoghi motivi di stabilità, furono chiusi l'occhio centrale della facciata e le finestre laterali. L'ultimo intervento è del 1941-1963, in occasione del quale furono tolte le sovrapposizioni barocche, ripristinate in parte le forme gotiche antiche e aggiunte le vetrate moderne con le Storie di santa Caterina, di Bruno Cassinari.
Nel luglio del 1925 papa Pio XI elevò la chiesa alla dignità di basilica minore.

## Descrizione

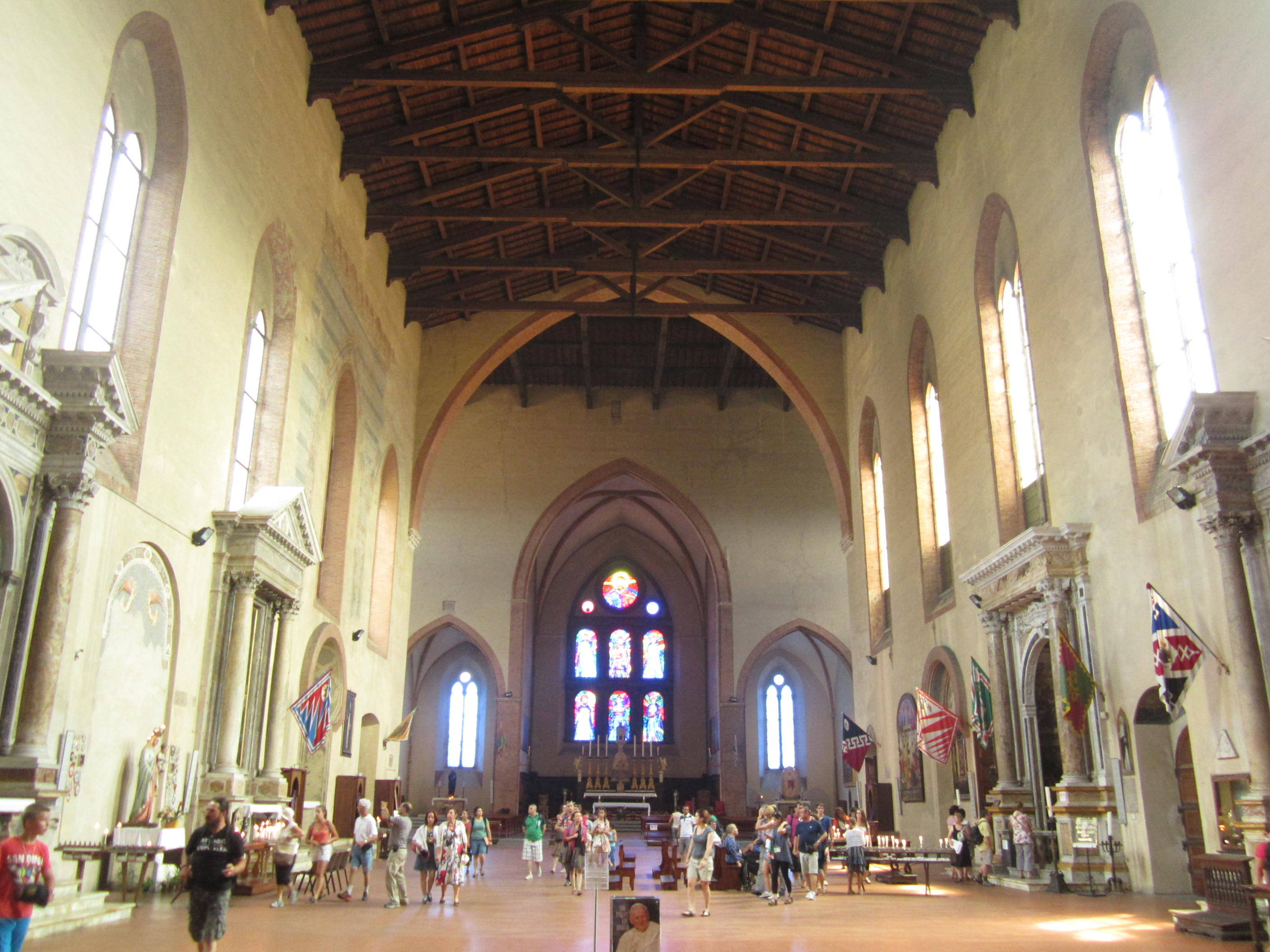
L'interno della basilica

La basilica sorge sul sommo del poggio tufaceo di Camporegio e domina il piano di Fontebranda; dall'alture si gode un'ottima vista del Duomo e della torre del Mangia.

### Esterno
La basilica ha un aspetto severo e massiccio nella sua architettura in mattoni, tipica degli ordini mendicanti che ricercavano materiali umili per la costruzione delle loro chiese. Lo stile è gotico cistercense, soprattutto nella parte absidale. La vista dalla piazza offre il fianco sinistro della basilica, dove si trova il portale di accesso (numero 21 sulla mappa della basilica). Il fianco destro è invece coperto dai locali del convento.
La facciata è a capanna, liscia e priva di decorazioni, se si eccettua l'alto occhio che le fa da rosone. È oltretutto coperta in larga parte dalla cappella delle volte (1), cui si accede dall'interno della chiesa e che è sporgente rispetto alla superficie della facciata. Ciò rende la facciata anomala e ha fatto sì che l'accesso della chiesa avvenisse dal fianco sinistro, proprio perché in facciata non vi era alcuno spazio disponibile.
Suggestiva è la vista del lato posteriore della chiesa (transetto e cappelle terminali), che si gode dal colle opposto rispetto a quello in cui sorge la basilica, ad esempio da via di Fontebranda o da via di Diacceto.
Sulla sinistra si trova il campanile del 1340, sbassato a inizio del Settecento e coronato di merli dopo il sisma del 1798. Su di esso sono presenti quattro campane in Mib3, realizzate probabilmente dalla Rafanelli di Pistoia.

### Interno

Pianta della basilica

L'edificio presenta una pianta a Croce commissa, con unica navata ampia coperta a capriate a vista, un transetto anch'esso coperto a capriate e molte cappelle voltate a crociera ricavate entro la parete di fondo, tutte terminanti con una parete piatta. La cappella centrale è simile alle altre del transetto nella forma, ma con maggiore altezza, larghezza e profondità. Tale pianta cistercense era un modello architettonico degli ordini mendicanti, che mirava sia a creare un ambiente di estese dimensioni, adatto alla predicazione a ingenti masse di fedeli, sia a eliminare gli eccessi decorativi.
La proiezione verticale della navata è a due piani con altari al primo piano e finestre gotiche con vetrate al secondo piano. Le vetrate sono opera di Bruno Saetti e Domenico Cantatore nella parete destra, Fabrizio Clerici e Giorgio Quaroni su quella sinistra, Bruno Cassinari nel presbiterio.
Tutte le pareti interne sono intonacate in seguito al ripristino effettuato nel XX secolo, ma sono comunque abbellite da numerose tele, molte delle quali di notevole interesse. Entro la parete destra della navata si apre la pregevole Cappella di Santa Caterina, che raccoglie la testa-reliquia della santa oltre a rappresentare uno scrigno di arte rinascimentale.

#### Cappella delle Volte
La cappella delle Volte (1), è accessibile dalla controfacciata della chiesa tramite due ampie arcate su pilastri, ed è sopraelevata rispetto al pavimento della basilica. È l'antico luogo di preghiera delle Terziarie Domenicane dette Mantellate e risale al Trecento. Consta di due campate voltate a crociera che erano un tempo chiuse da un muro che separava, al livello della controfacciata, l'ambiente della cappella dalla navata della chiesa. Un tempo la cappella era accessibile solo tramite la piccola scalinata a livello della campata sinistra che è visibile ancora oggi. I restauri del XX secolo eliminarono il muro divisorio e collocarono l'ampia scalinata sulla destra che permette l'accesso alla cappella ancora oggi.
In questa cappella santa Caterina da Siena ricevette la tunica della Mantellate, fu vista più volte in estasi, disse di aver recitato più volte i Salmi insieme a Gesù Cristo, di aver scambiato con questi il suo cuore, e di avergli donato la veste nelle sembianze di pellegrino.
Tra i dipinti presenti, di particolare interesse è l'affresco sulla parete di fondo (3) risalente all'ultimo quarto del XIV secolo e raffigurante Caterina e una devota; è ritenuto un ritratto veritiero della santa in quanto il suo autore, Andrea Vanni, era un discepolo della santa che ebbe sicuramente occasione di vederla più volte. Le restanti tele risalgono tutte al XVII secolo e descrivono episodi della vita di santa Caterina o comunque fatti o miracoli post-mortem riconducibili alla santa. Nella prima campata, opposta alla parete di fondo, si trova la Canonizzazione di santa Caterina di Mattia Preti (1672-1673), affiancata da due dipinti raffiguranti Santa Caterina dona l'abito a Gesù in veste di pellegrino e Gesù restituisce alla santa la crocetta che aveva ricevuto da lei in veste di pellegrino firmati e datati 1602 da Crescenzio Gambarelli (2). Sulla parete laterale della cappella si può ammirare, al centro, l'Apparizione di Caterina a santa Rosa da Lima che lavora al tombolo di Deifebo Burbarini (XVII secolo), e ai lati la Morte di santa Caterina e Santa Caterina che recita l'uffizio con Cristo, entrambe di Crescenzio Gambarelli e datate anch'esse 1602 (1).
I banconi di legno intagliato del coro sono di epoca rinascimentale.

#### Parete sinistra della navata

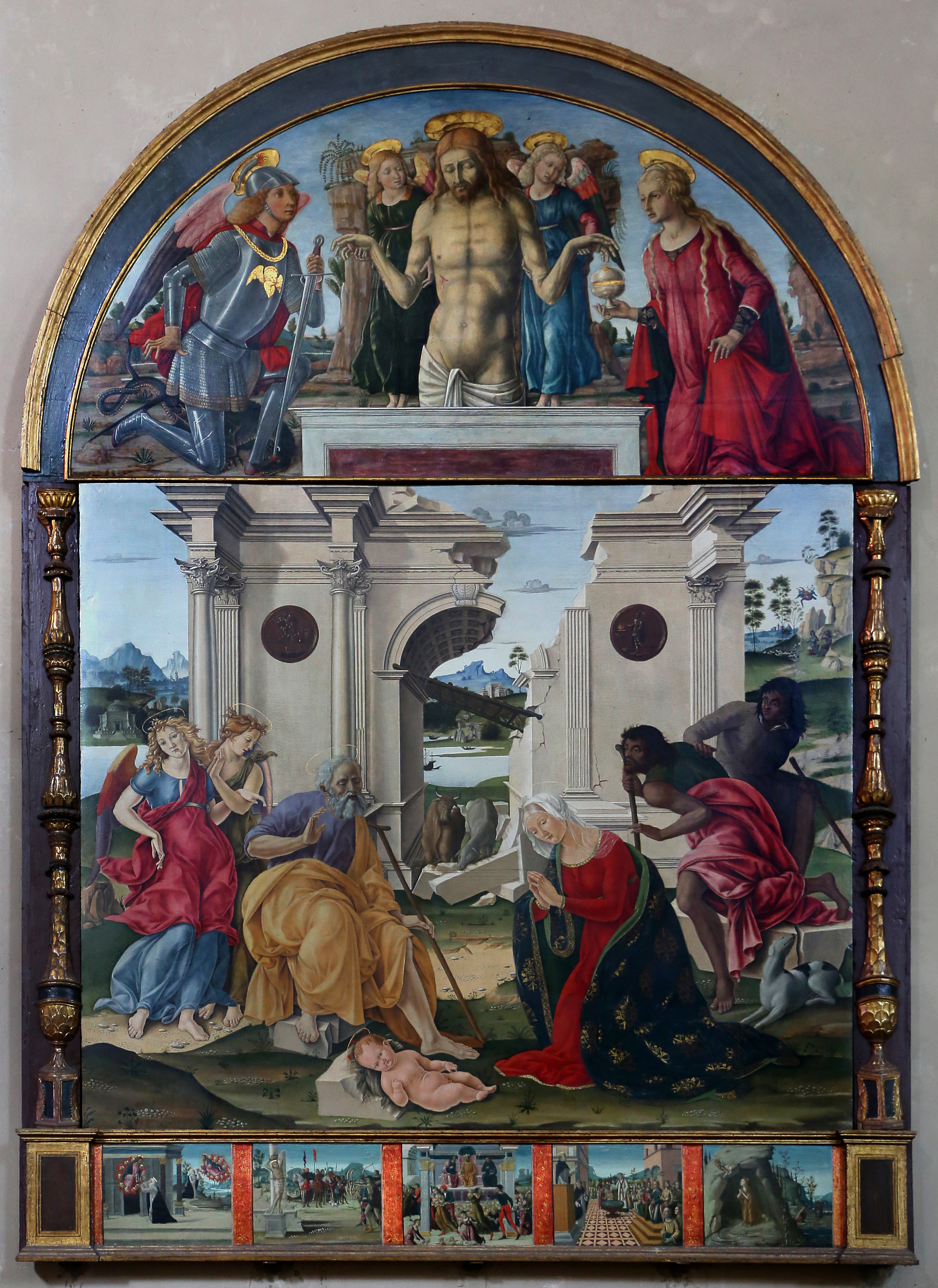
Francesco di Giorgio, Adorazione del Bambino, con lunetta di Matteo di Giovanni e predella di Bernardino Fungai

Negli altari della parete sinistra degne di nota sono le tele raffiguranti San Giacinto di Polonia che salva da un incendio la statua della Vergine e il Santissimo Sacramento di Francesco Vanni, risalente al 1600 (primo altare, 20), al secondo altare lo Sposalizio mistico di santa Caterina d'Alessandria di Alessandro Casolani (19), e, al terzo, Sant'Antonio Abate che libera un'indemoniata di Rutilio Manetti, datata 1628 (18). Interessante è anche la predella (17) che reca quindici piccoli pannelli con i Misteri del Rosario, recentemente attribuiti al Sodoma (prima metà del XVI secolo).

#### Parete destra della navata
Nella parete destra della navata si trovano l'Apparizione della Vergine al beato Gallerani di Stefano Volpi (1630) (4), la Natività della Vergine di Alessandro Casolani (5) eseguita tra 1584 e 1585 su commissione della terziaria domenicana Onesta Longhi originariamente per la Cappella delle Volte, considerata il capolavoro di quest'artista ed una delle migliori opere senesi del periodo, in cui si vede il passaggio tra la maniera discendente dal Beccafumi e la nuova pittura devota e riformata di tardo Cinquecento, ma anche un sentimentalismo di ispirazione baroccesca. Dopo l'altare si trova una teca contenente alcune reliquie di santa Caterina (6). 
Oltre la Cappella di Santa Caterina (vedi sotto) troviamo la tela cinquecentesca del Sodoma (8) raffigurante il Martirio di san Sebastiano, santa Caterina, san Sigismondo, san Vincenzo Ferrer e Dio Padre. Il dipinto al centro risale invece al 1375 circa ed è opera minore di Francesco di Vannuccio. Più avanti troviamo l 'Adorazione del Bambino dipinta da Francesco di Giorgio nel 1490 circa (9), completata dalla coeva lunetta di Matteo di Giovanni, raffigurante la Pietà tra i santi Michele e Maddalena, e dalla predella attribuita a Bernardino Fungai con cinque scene di varia estrazione.

#### Cappella di Santa Caterina

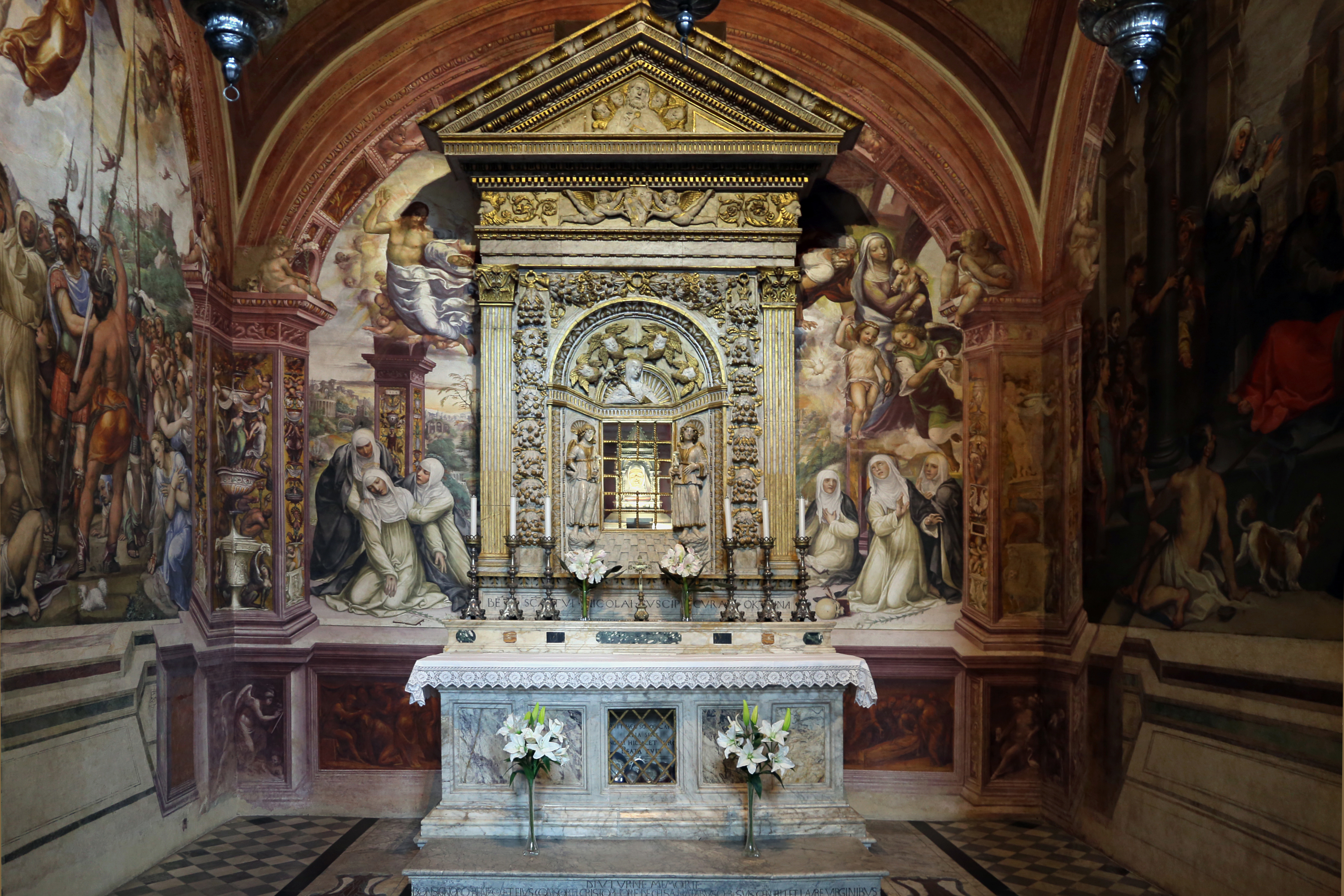
La cappella di Santa Caterina

Sulla navata destra si apre la splendida cappella di Santa Caterina (7), voluta nel 1466 da Niccolò Bensi per custodire la reliquia della testa della santa. La testa era stata separata dal corpo esanime dal confessore della santa, il beato Raimondo da Capua, all'indomani della sua morte, sopraggiunta a Roma nel 1380. Fu quindi portata a Siena nel 1384 per assecondare le pressanti richieste dei senesi che volevano una reliquia della loro venerata santa.
Al centro della cappella si trova un altare marmoreo scolpito da Giovanni di Stefano nel 1469, proprio su commissione di Niccolò Bensi al fine di custodire la testa-reliquia. Questa si trova al di là di una graticola, entro un piccolo reliquiario neogotico a forma di tempietto del XX secolo.
Gli affreschi cinquecenteschi della cappella sono opera del Sodoma e di Francesco Vanni. Quello della parete sinistra raffigura la Decapitazione di Niccolò di Tuldo (un giovane condannato a morte e convertito poche ore prima dell'esecuzione da Caterina che lo assistette fino al patibolo) e fu dipinto dal Sodoma nel 1526. Sulla parete di fondo troviamo l'Estasi di santa Caterina (a sinistra) e lo Svenimento di santa Caterina causato dalla stimmate (a destra), anch'essi del Sodoma (1526), ritenuti tra i suoi lavori meglio riusciti. Sulla parete destra si vede invece la Liberazione di un'ossessa da parte di santa Caterina, opera del Vanni (1596, olio su intornaco), di cui sono anche le pittura dell'arco della cappella (olio su intonaco, non affresco), raffiguranti Raimondo da Capua e Antonio Nacci (detto il "Caffarini"), autori rispettivamente della Legenda Maior e della Legenda Minor della santa. In alto, nel sott'arco, i Santi Luca e Girolamo del Sodoma.
Il pavimento in tarsie marmoree è quattrocentesco ed è attribuito a Francesco di Giorgio. Raffigura probabilmente Orfeo e gli animali, scena della mitologia greca. I pilastri presentano articolate grottesche cinquecentesche.
La cupola fu invece ricostruita dopo il terremoto del 1798.
La piccola tavola che si trova a destra della cappella raffigura la Beata Caterina dei Lenzi, vissuta nel XV secolo e da non confondersi con la più famosa santa senese. Il dipinto è una riproduzione moderna dell'antica immagine che era assai venerata a Siena fino alla sua distruzione avvenuta nel 1939.

#### Transetto destro

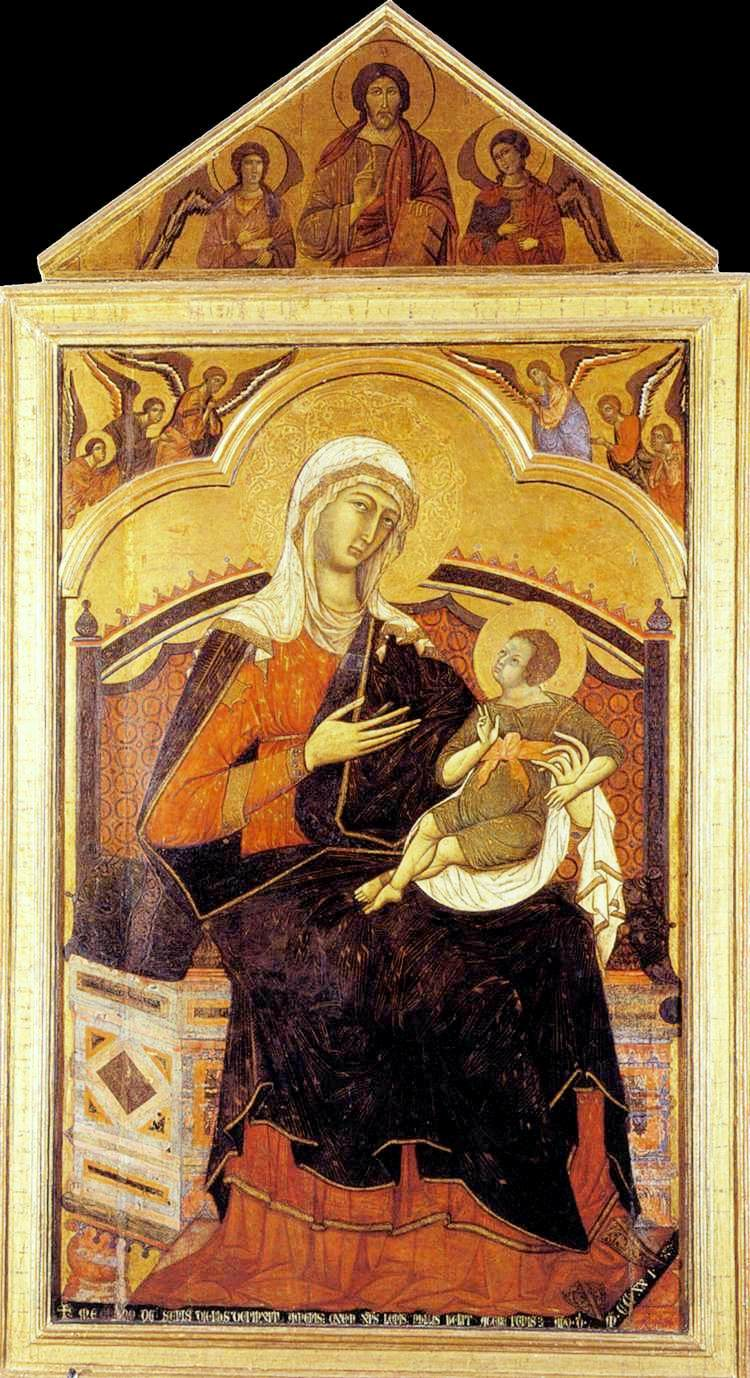
Guido da Siena, Maestà

Si accede al transetto da un altissimo arco ogivale che divide la navata dalla crociera.
Il transetto destro è ornato nella cappella di fondo dall'altare barocco dedicato al beato Ambrogio Sansedoni (11), celebrato al centro dell'altare nella tela di Francesco Rustici, con il Beato Ambrogio Sansedoni che appare alla beata Nera Tolomei (1611-1612). Le due figure in marmo a sinistra e a destra sono, rispettivamente, San Tommaso d'Aquino e il Beato Jacopo da Mevania.
Procedendo verso il centro, nella prima cappella si trova un doppio affresco forse del primo Cinquecento rinvenuto in una tomba sotto il pavimento, che rappresenta la Madonna in trono con un committente e Due santi.
La seconda cappella (12) reca un altare in marmo con al centro un crocifisso e ai lati le due figure di Santa Barbara e Santa Maria Maddalena, della scuola del Giambologna (1595). Nella stessa cappella suggestivo è il susseguirsi di monumenti sepolcrali sulle due pareti laterali, soprattutto legati a studenti e frequentatori tedeschi dell'Università, morti tra Cinque e Seicento.
La terza cappella (13) esibisce sulla parete destra un dipinto con la Madonna col Bambino tra i santi Girolamo e Giovanni Battista di Matteo di Giovanni (1476), e affreschi trecenteschi frammentari provenienti dal chiostro.

#### Cappella maggiore
Nella cappella centrale (14) l'altare moderno è abbellito dal ciborio e da due angeli di Benedetto da Maiano (1475 circa). Le tele dietro di esso sono il Martirio di san Pietro da Verona di Arcangelo Salimbeni (1579) e altre opere minori sei-settecentesche. Da un portale sul fondo si può ammirare un notevole panorama del centro cittadino.

#### Transetto sinistro

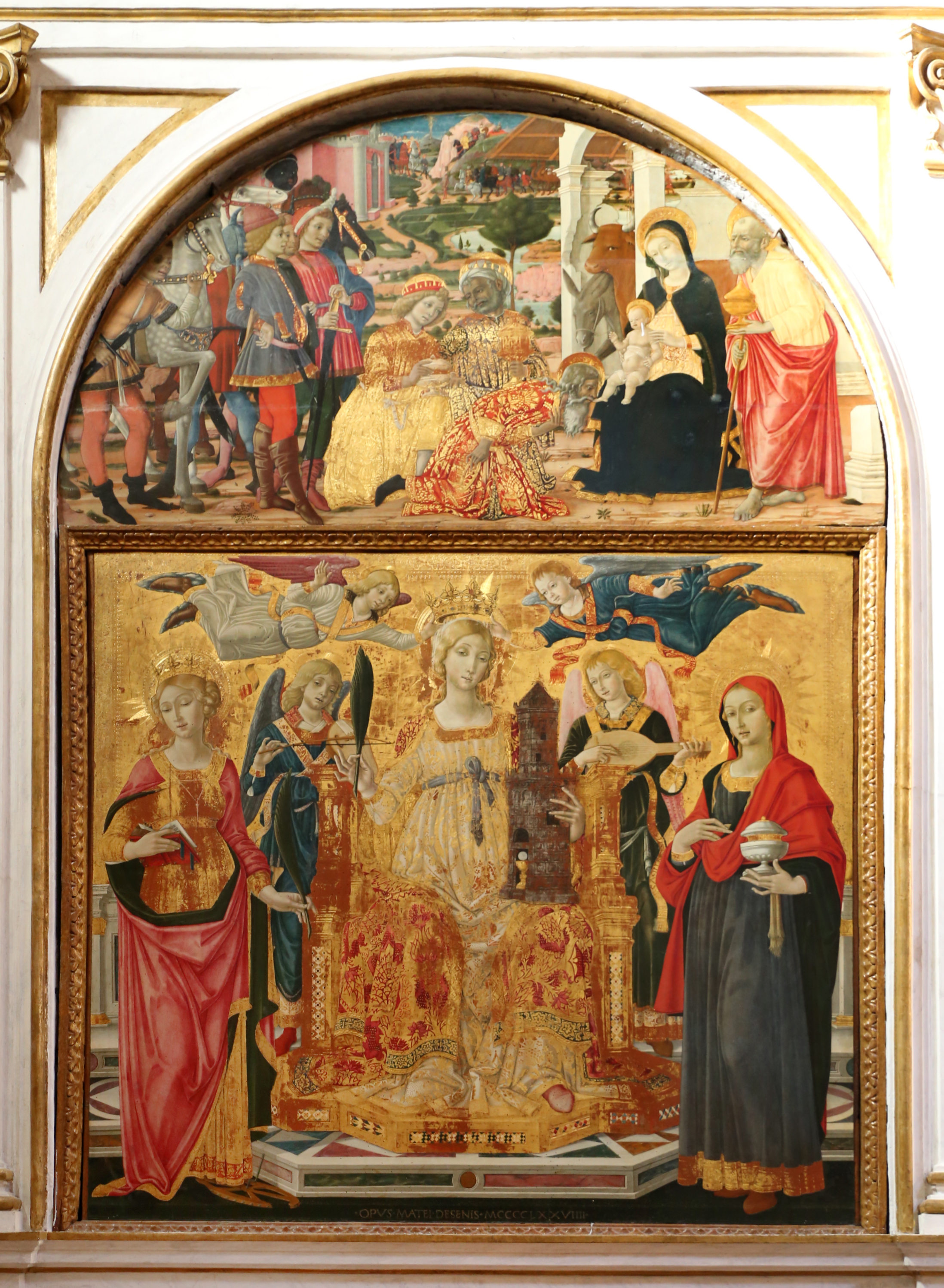
Matteo di Giovanni, Santa Barbara in trono e Adorazione dei Magi

Continuando in senso antiorario si trova la cappella (15) con la Crocifissione con i santi Eugenio e Benedetto di Raffaello Vanni (1649) e un Sant'Antonio Abate ligneo intagliato da Francesco di Valdambrino, allievo di Jacopo della Quercia, e policromato da Martino di Bartolomeo (1426). Infine, sulla parete sinistra della cappella, l'affresco staccato della Madonna col Bambino, san Giovanni Battista e un cavaliere genuflesso, opera di Pietro Lorenzetti staccata dal chiostro del convento e tra le più importanti della basilica (1325 circa).
La cappella seguente (16) si presenta come la più monumentale e decorata del transetto, con affreschi di Giuseppe Nasini e stucchi. Al centro si staglia la grande Maestà di Guido da Siena, tavola che reca la firma del pittore, dove si legge: "me Guido de Senis diebus depinxit amenisquem Christus Ienis nullis velit angere penis - Anno Domini MCCXXI". La data comunque, che farebbe di quest'opera la più precoce e compiutamente bizantina dell'arte toscana e italiana in generale, non è ritenuta più credibile dalla maggior parte degli studiosi, che propendono invece per una datazione al 1270 circa, dopo l'arrivo in città di Coppo di Marcovaldo (1261) e ritengono che sia stata ridipinta da un pittore duccesco nei volti della Vergine e del Bambino.
Sulle pareti laterali si trovano altre due preziose tele raffiguranti, a sinistra e a destra rispettivamente, la Madonna col Bambino tra i santi Gregorio, Giacomo, Girolamo e Sebastiano con lunetta soprastante (Pietà) di Benvenuto di Giovanni (1483) e Santa Barbara con le sante Maria Maddalena e Caterina d'Alessandria con cimasa raffigurante l'Epifania, capolavoro di Matteo di Giovanni del 1479.
La settima cappella reca sulla parete sinistra un crocifisso ligneo attribuito a al Vecchietta (seconda metà del XV secolo).
Sulla parete opposta alla sesta cappella, l'ottocentesco Monumento commemorativo di Giuseppe Pianigiani, ingegnere senese che progettò, tra le altre cose, la tratta ferroviaria Siena-Empoli, scolpito da Enea Becheroni e Tito Sarrocchi (1855).
Nella cappella di fondo del transetto sinistro si trova un altare dedicato a san Domenico, raffigurato al centro in una tela moderna assai mediocre di un pittore domenicano. Le due figure in marmo a sinistra e a destra sono, rispettivamente, Santa Maria Maddalena e Santa Caterina d'Alessandria.

#### Sagrestia
Dal transetto destro o dalla pareste destra si accede alla grande sagrestia (10), il cui altare custodisce uno stendardo con la Madonna in gloria o Madonna delle Rose, opera del 1526-27 circa del Sodoma o forse più probabilmente del suo allievo Girolamo Magagni, detto Giomo del Sodoma. Sul lato opposto la grande Moltiplicazione dei pani e dei pesci del mantovano Ludovico Dondo (1635).
I dipinti seicenteschi in alto sono copie da Giovanni Lanfranco e da altri artisti emiliani di un ciclo pittorico già nella cappella del coro in San Lorenzo a Roma.

#### Cripta

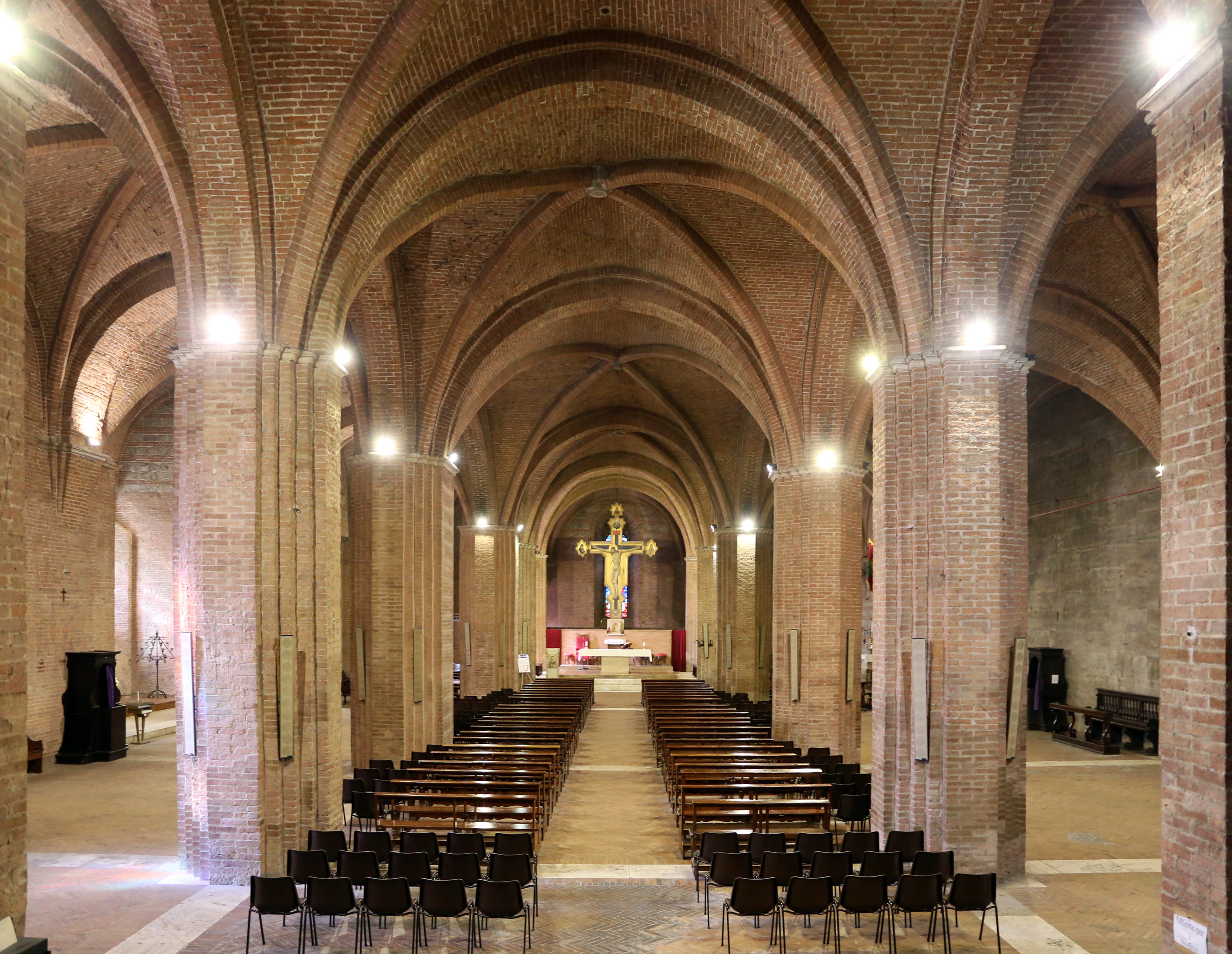
La cripta

Al complesso appartiene anche una gotica cripta trecentesca a cui si accede da una scala al termine della navata destra o dalla fiancata sinistra della chiesa. Creata con le fondazioni della chiesa a inizio del XIV secolo, fu in seguito abbandonata e destinata nel Cinquecento a usi profani, finché non venne restaurata e riconsacrata nel 1935.
Divisa da pilastri in tre navate voltate a crociera e absidate, è il luogo in cui oggi viene celebrata la maggior parte delle funzioni religiose, soprattutto in inverno, avendo un clima più mite di quello della basilica sovrastante. Nel vasto ambiente si trova il Crocifisso di Sano di Pietro dietro l'altare maggiore e la Crocifissione firmata e datata 1600 da Ventura Salimbeni.

### Chiostro
A destra della facciata si trova l'ingresso al chiostro, edificato nel 1425, ripristinato e in parte rifatto nel 1941.

## Opere già in San Domenico
- Giovanni di Paolo, Madonna col Bambino e santi, oggi agli Uffizi
- Giovanni di Paolo, Polittico Branchini, 1427, già al secondo altare sinistro. Smembrato, ne resta la Madonna col Bambino (oggi al Norton Simon Museum di Pasadena), e la predella divisa tra la Pinacoteca Nazionale di Siena e il Museo Kröller-Müller di Otterlo.[7]